# Дискография на Адел

## Албуми

### Студийни албуми
| Албум | Детайли | Позиция в класация | Позиция в класация                                                          | Позиция в класация | Позиция в класация | Позиция в класация | Позиция в класация | Позиция в класация | Позиция в класация | Позиция в класация | Позиция в класация | Продажби | Сертификати |    |   |                                                                     | |
| ----- | --- | ------------------ | --------------------------------------------------------------------------- | ------------------ | ------------------ | ------------------ | ------------------ | ------------------ | ------------------ | ------------------ | ------------------ | --- | --- | -- | - | ------------------------------------------------------------------- | --- |
| Албум | Детайли | 19                 | - Издаден: 25 януари 2008 - Формат: CD, дигитален формат, LP - Компания: XL | 1                  | 3                  | 4                  | 15                 | 15                 | 20                 | 3                  | 5                  | Продажби | Сертификати | 11 | 4 | Свят: 7 000 000 - : 2 309 688 - : 3 000 000 - : 150 000 - : 200 000 | - : 7 пъти платинен - : 3 пъти платинен - : 2 пъти платинен - : 3 пъти платинен - : Платинен - : Платинен - : Платинен - : Платинен |
| 21    | - Издаден: 24 януари 2011 - Формат: CD, дигитален формат, LP - Компания: XL                                  | 1                  | 1                                                                           | 1                  | 1                  | 1                  | 1                  | 1                  | 2                  | 1                  | 1                  | Свят: 32 000 000 - : 5 000 000 - : 11 800 000 - : 1 150 000 - : 1 500 000 - : 1 710 000 - : 1 600 000 - : 500 000 - : 200 000 | - : 16 пъти платинен - : 14 пъти платинен - : 15 пъти платинен - : 6 пъти платинен - : Диамантен - : 8 пъти платинен - : 8 пъти платинен - : 13 пъти платинен - : 3 пъти платинен |    |   |                                                                     | |
| 25    | - Издаден: 20 ноември 2015 - Формат: CD, дигитален формат, LP - Компания: XL                                 | 1                  | 1                                                                           | 1                  | 1                  | 1                  | 1                  | 1                  | 1                  | 1                  | 1                  | Свят: 20 000 000 - : 3 500 000 - : 9 300 000 - : 700 000 - : 1 000 000 - : 1 000 000 - : 1 200 000 - : 250 000 - : 150 000    | - : 12 пъти платинен - : Диамантен - : 10 пъти платинен - : 7 пъти платинен - : Диамантен - : 6 пъти платинен - : 5 пъти платинен - : 9 пъти платинен - : 2 пъти платинен         |    |   |                                                                     | |
| 30    | - Издаден: 19 ноември 2021 - Формат: CD, дигитално сваляне, LP, стрийминг - Компания: Columbia, Melted Stone | 1                  | 1                                                                           | 1                  | 1                  | 1                  | 2                  | 1                  | 1                  | 1                  | 1                  | Свят: 6 000 000 - : 3 000 000 - : 700 000                                                                                     | - : 2 пъти платинен - : 3 пъти платинен - : Златен - : 2 пъти платинен - : Платинен - : 2 пъти платинен - : Златен - : Златен                                                     |    |   |                                                                     | |

### Видео албуми
| Албум | Детайли | Позиция в класация            | Позиция в класация                                          | Позиция в класация | Позиция в класация | Позиция в класация | Позиция в класация | Позиция в класация | Позиция в класация | Позиция в класация | Продажби | Сертификати |    |   |                               |                                                                                         |
| ----- | ------- | ----------------------------- | ----------------------------------------------------------- | ------------------ | ------------------ | ------------------ | ------------------ | ------------------ | ------------------ | ------------------ | -------- | ----------- | -- | - | ----------------------------- | --------------------------------------------------------------------------------------- |
| Албум | Детайли | Live at the Royal Albert Hall | - Издаден: 28 ноември 2011 - Формат: DVD, BD - Компания: XL | 2                  | 1                  | 5                  | 16                 | 3                  | 1                  | 1                  | Продажби | Сертификати | 14 | 1 | Свят: 3 000 000 - : 1 000 000 | - : 3 пъти платинен - : 7 пъти платинен - : 3 пъти платинен - : Диамантен - : Диамантен |

### EP-та
| Детайли                                                                                       | Позиция в класация                                                                         | Позиция в класация | Позиция в класация | Позиция в класация | Позиция в класация |     |
| --------------------------------------------------------------------------------------------- | ------------------------------------------------------------------------------------------ | ------------------ | ------------------ | ------------------ | ------------------ | --- |
| Детайли                                                                                       | ITunes Live from SoHo - Издаден: 4 февруари 2009 - Формат: дигитален формат - Компания: XL | —                  | —                  | —                  | —                  | 105 |
| ITunes Festival: London 2011 - Издаден: 13 юли 2011 - Формат: дигитален формат - Компания: XL | 74                                                                                         | —                  | —                  | 45                 | 50                 |     |

## Сингли
| Година | Заглавие                           | Позиция в класация | Позиция в класация | Позиция в класация | Позиция в класация | Позиция в класация | Позиция в класация | Позиция в класация | Позиция в класация | Позиция в класация | Позиция в класация | Сертификати | Албум                               |   |   |                         |    |
| ------ | ---------------------------------- | ------------------ | ------------------ | ------------------ | ------------------ | ------------------ | ------------------ | ------------------ | ------------------ | ------------------ | ------------------ | --- | ----------------------------------- | - | - | ----------------------- | -- |
| Година | Заглавие                           | 2007               | „Hometown Glory“   | 19                 | —                  | —                  | 51                 | —                  | —                  | —                  | —                  | Сертификати | Албум                               | — | — | - : Платинен - : Златен | 19 |
| 2008   | „Chasing Pavements“                | 2                  | —                  | 21                 | 180                | 46                 | 7                  | —                  | —                  | 37                 | 21                 | - : Златен - : Платинен - : Златен - : Златен |                                     |   |   |                         | 19 |
| 2008   | „Cold Shoulder“                    | 18                 | —                  | —                  | —                  | —                  | —                  | —                  | —                  | —                  | —                  | |                                     |   |   |                         | 19 |
| 2008   | „Make You Feel My Love“            | 4                  | —                  | —                  | —                  | —                  | —                  | —                  | —                  | 44                 | —                  | - : 3 пъти платинен - : Златен - : Платинен |                                     |   |   |                         | 19 |
| 2010   | „Rolling in the Deep“              | 2                  | 3                  | 1                  | 3                  | 1                  | 1                  | 3                  | 5                  | 11                 | 1                  | - : 3 пъти платинен - : 8 пъти платинен - : 7 пъти платинен - : 9 пъти платинен - : Платинен - : 4 пъти платинен - : 3 пъти платинен - : 3 пъти платинен - : 3 пъти платинен | 21                                  |   |   |                         |    |
| 2011   | „Someone Like You“                 | 1                  | 1                  | 2                  | 1                  | 4                  | 1                  | 1                  | 4                  | 3                  | 1                  | - : 5 пъти платинен - : 6 пъти платинен - : 7 пъти платинен - : 8 пъти платинен - : Платинен - : 7 пъти платинен - : 2 пъти платинен                                         | 21                                  |   |   |                         |    |
| 2011   | „Set Fire to the Rain“             | 11                 | 11                 | 2                  | 9                  | 6                  | 3                  | 8                  | 24                 | 13                 | 1                  | - : Платинен - : 4 пъти платинен - : 3 пъти платинен - : 5 пъти платинен - : Платинен - : 3 пъти платинен - : Платинен - : Платинен                                          | 21                                  |   |   |                         |    |
| 2011   | „Rumour Has It“                    | 85                 | 80                 | 16                 | 172                | 68                 | 23                 | —                  | 26                 | —                  | 16                 | - : Сребърен - : 2 пъти платинен - : Златен - : 2 пъти платинен - : Златен                                                                                                   | 21                                  |   |   |                         |    |
| 2011   | „Turning Tables“                   | 62                 | 34                 | 60                 | —                  | 85                 | 8                  | —                  | —                  | —                  | 63                 | - : Сребърен - : Златен - : Златен - : Златен - : Платинен | 21                                  |   |   |                         |    |
| 2012   | „Skyfall“                          | 2                  | 5                  | 3                  | 1                  | 1                  | 1                  | 2                  | 4                  | —                  | 8                  | - : 2 пъти платинен - : 2 пъти платинен - : Златен - : 4 пъти платинен - : Платинен - : 2 пъти платинен - : Златен                                                           | 007 Координати: Скайфол – Саундтрак |   |   |                         |    |
| 2015   | „Hello“                            | 1                  | 1                  | 1                  | 1                  | 1                  | 1                  | 1                  | 1                  | 1                  | 1                  | - : 4 пъти платинен - : 7 пъти платинен - : 7 пъти платинен - : 7 пъти платинен - : Платинен - : 6 пъти платинен - : 4 пъти платинен - : 4 пъти платинен - : Платинен        | 25                                  |   |   |                         |    |
| 2016   | „When We Were Young“               | 9                  | 13                 | 9                  | 15                 | 29                 | 56                 | 23                 | 54                 | 16                 | 14                 | - : Платинен - : 2 пъти платинен - : Платинен - : Платинен - : Платинен - : Платинен - : Платинен                                                                            | 25                                  |   |   |                         |    |
| 2016   | „Send My Love (To Your New Lover)“ | 5                  | 13                 | 10                 | 45                 | 31                 | 40                 | 4                  | 45                 | 28                 | 8                  | - : Платинен - : 2 пъти платинен - : Платинен - : Платинен - : Платинен - : Платинен - : 2 пъти платинен                                                                     | 25                                  |   |   |                         |    |
| 2016   | „Water Under The Bridge“           | 39                 | 23                 | 37                 | 56                 | 80                 | 89                 | 26                 | 42                 | 74                 | 26                 | - : Златен - : Платинен - : Златен - : Платинен - : Златен - : Златен | 25                                  |   |   |                         |    |
| 2021   | „Easy on Me“                       | 1                  | 1                  | 1                  | 2                  | 1                  | 1                  | 1                  | 12                 | 1                  | 1                  | - : 2 пъти платинен - : Платинен - : Платинен - : Златен - : Златен - : Платинен - : 2 пъти платинен - : 3 пъти платинен                                                     | 30                                  |   |   |                         |    |
| 2021   | Oh My God                          | 2                  | 6                  | 8                  | 48                 | 24                 | 62                 | 4                  | 38                 | 2                  | 5                  | - : Сребърен - : Платинен - : Платинен - : Златен - : Златен - : Платинен - : Златен                                                                                         | 30                                  |   |   |                         |    |

### Сингли като партниращ си артист
| Година | Заглавие                                                             | Позиция в класация | Позиция в класация                                                   | Позиция в класация | Позиция в класация | Позиция в класация | Позиция в класация | Позиция в класация | Позиция в класация | Позиция в класация | Позиция в класация | Сертификати |   |   |  |
| ------ | -------------------------------------------------------------------- | ------------------ | -------------------------------------------------------------------- | ------------------ | ------------------ | ------------------ | ------------------ | ------------------ | ------------------ | ------------------ | ------------------ | ----------- | - | - |  |
| Година | Заглавие                                                             | 2008               | „Many Shades of Black“ (песен на Дъ Раконтьорс, с участието на Адел) | —                  | —                  | —                  | —                  | —                  | —                  | —                  | —                  | Сертификати | — | — |  |
| 2010   | „Water and a Flame“ (песен на Даниел Мериуедър, с участието на Адел) | —                  | —                                                                    | —                  | —                  | —                  | —                  | —                  | —                  | —                  | 180                |             |   |   |  |

## Музикални видеоклипове
| Видеоклип                          | Премиера | Албум |
| ---------------------------------- | -------- | ----- |
| „Chasing Pavements“                | 2008     | 19    |
| „Cold Shoulder“                    | 2008     | 19    |
| „Make You Feel My Love“            | 2008     | 19    |
| „Hometown Glory“                   | 2009     | 19    |
| „Rolling in the Deep“              | 2010     | 21    |
| „Someone Like You“                 | 2011     | 21    |
| „Hello“                            | 2015     | 25    |
| „Send My Love (To Your New Lover)“ | 2016     | 25    |
| `Easy on Me"                       | 2021     | 30    |
| Oh My God                          | 2022     | 30    |
| "I Drink Wine"                     | 2022     | 30    |